# Liste der Kardinalskreierungen Alexanders VIII.

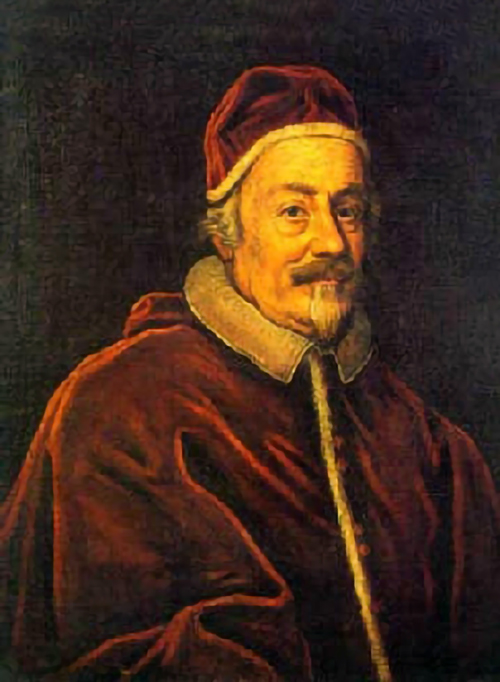
Alexander VIII.

Während seines Pontifikates kreierte Papst Alexander VIII. 14 Kardinäle in drei Konsistorien.

## 7. November 1689
- Pietro Ottoboni

## 13. Februar 1690
- Bandino Panciatici
- Giacomo Cantelmi
- Ferdinando D’Adda
- Toussaint de Forbin de Janson
- Giambattista Rubini
- Francesco del Giudice
- Giambattista Costaguti
- Carlo Bichi
- Giuseppe Renato Imperiali
- Luigi Omodei
- Giovanni Francesco Albani (später Papst Clemens XI.)

## 13. November 1690
- Francesco Barberini
- Lorenzo Altieri